# РМС Лузитанија
РМС Лузитанија (енгл. RMS Lusitania) био је британски прекоокеански брод изграђен 1907. године. Заједно са својим близанцем РМС Мауретанија, тада највећи и најбржи брод на свету. Торпедован је и потопљен од стране немачке подморнице У-20. крај ирске обале 7. маја 1915, што је био повод за улазак Сједињених Америчких Држава у Први светски рат.

## Изградња
Изграђен је у бродоградилишту Џон Браун & Ко. Лтд, у Клајдбанду, Шкотска, за компанију Кунард Лајн, у доба велике међународне трке великих поморских компанија из Велике Британије и Немачке за освајањем Плаве врпце, признања за најбржи путнички брод. Назван је по римској провинцији Лузитанији, која се налазила у данашњем Португалу. Почетком 20. века најбржи прекоокеански бродови били су немачки, те се Велика Британија настојала вратити у трку. Истовремено амерички финансијер Џ. П. Морган планирао је купити све северноатлантске бродарске компаније, укључујући и британску Вајт Стар Лајн. 1903. председник Кунард Лајна Лорд Инверклуд искористио је те претње да би код британске владе испословао субвенције за изградњу нових бродова. 
Влада је такође пристала исплаћивати годишње субвенције за одржавање бродова у стању ратне спреме те за одржавање поштанске службе. Већ на пробним вожњама, Лузитанија обара све дотадашње рекорде постављене у поморској индустрији, те је откривено да велика брзина ствара снажне вибрације на крми. Након потребних модификација брод је испоручен 26. августа 1907.

## Рана каријера
До увођења у промет близанца РMC Мауританија касније исте године, највећи је и најбржи брод на свету. Већ на свом првом путовању из Ливерпул а за Њујорк преотима Плаву врпцу за западни прелазак немачком трансатлантику  Дојчланд, а у септембру исте године и за источни од брода  Каисер Вилхелм II.
Након двогодишњег надметања са својим близанцем за наслов најбржег брода, Мауританија трајно осваја наслов 1909. У току осмогодишње службе обавио је 202 прелазака Атлантика. 1909. учествује у Њујорку на прослави Хадсон-Фултон, поводом 300 година од путовања Хенрија Хадсона по реци која носи његово име, и 100 година првог пароброда Клермонт, Роберта Фултона.

## Рат и потапање
Иако је 1913. прилагођен за ту намену, по избијању Првог светског рата, брод није заплијењен за превоз трупа, ради велике потрошње горива и превеликих димензија, те наставља редовну линијску пловидбу између Европе и Северне Америке. За време рата ради штедње горива, број путовања је смањен на једно месечно и брзина је смањена на 21 kn (39 km/h). 
Иако је и при тој брзини то био најбржи брод на свету, чак 10 kn (19 km/h) бржи од подморница, предузета је серија мера предострожности: име је избрисано, традиционално црвени димњаци су офарбани у црно, није носио заставе, и др. 4. фебруара 1915. Немачка проглашава подручје око британских острва ратном зоном, и да ће након 18. фебруара бити потопљени сви савезнички бродови без упозорења. Упркос томе и упозорењу које је немачка амбасада у Вашингтону објавила 22. марта
, Лузитанија наставља са редовном пловидбом, те последњи пут испловљава из Њујорка 1. маја 1915. 
Торпедован је и потопљен од немачке подморнице У-20. 7. маја, 11 до 15 km јужно од рта Олд Хед оф Кинсале.
Потапање брода 1915, окренуло је јавно мишљење против Немачке, те је било један од главних разлога каснијем уласку САД у рат. Недавно откриће муниције у олупини отвара могућност да је брод био легитимни ратни циљ. Потапање Лузитаније сматра се другом најпознатијом поморском катастрофом након потонућа Титаника.